# The Voices
Pour plus de détails, voir Fiche technique et Distribution.
The Voices ou Les Voix au Québec est une comédie horrifique américano-allemande de Marjane Satrapi, sortie en 2014.

## Synopsis
Employé dans une usine de baignoires, Jerry Hickfang tombe amoureux d'une de ses collègues. Il commence une relation avec elle, mais finit par la tuer accidentellement. Psychotique (plus précisément schizophrène), Jerry croit entendre son chat et son chien lui parler. Il obéit aux conseils de l'un d'entre eux et continue à tuer.

## Fiche technique
- Titre original et français : The Voices
- Titre québécois : Les Voix
- Réalisation : Marjane Satrapi
- Scénario : Michael R. Perry[2]
- Direction artistique : Udo Kramer
- Décors :
- Costumes : Bettina Helmi
- Photographie : Maxime Alexandre
- Montage : Stéphane Roche
- Musique : Olivier Bernet
- Production : Roy Lee, Matthew Rhodes, Adi Shankar et Spencer Silna ; Alex Foster, Marco Mehlitz et Mathias Schwerbrock (coproducteur)
- Production exécutive : Christoph Fisser, John Powers Middleton, Henning Molfenter, Elika Portnoy, Cathy Schulman, Adam C. Stone et Charlie Woebcken
- Sociétés de production : 1984 Private Defense Contractors, Mandalay Entertainment, Studio Babelsberg et Vertigo Entertainment
- Société(s) de distribution : Ascot Elite Home Entertainment (Allemagne)
- Budget : 11 millions de $ (9 millions d'€)[3]
- Pays d’origine :  États-Unis,  Allemagne
- Langue originale : anglais
- Format : couleur - 35 mm - 2,35:1 - son Dolby
- Genre : Comédie horrifique, thriller
- Durée : 103 minutes
- Dates de sortie :
  - États-Unis : 19 janvier 2014[1] (Festival du film de Sundance 2014) ; 6 février 2015[1] (sortie nationale)
  - Allemagne : 27 août 2014[1] (Fantasy Filmfest) : 23 avril 2015[1] (sortie nationale)
  - Israël : 5 février 2015[1] (première sortie mondiale)
  - France : 15 janvier 2015[1] (Festival international du film de comédie de l'Alpe d'Huez 2015) ; 11 mars 2015[1] (sortie nationale)
  - Suisse : 3 juillet 2015 (Festival international du film fantastique de Neuchâtel 2015)
- Public :
  - États-Unis : Classification MPAA : R (Restricted), mineurs de moins de 17 ans doivent être accompagnés d'un adulte
  - France : Classification CNC[4] : interdit aux moins de 12 ans, art et essai (visa d'exploitation no 141861 délivré le 10 mars 2015)

 Sauf indication contraire, les informations mentionnées dans cette section peuvent être confirmées par la base de données cinématographiques IMDb,  présente dans la section « Liens externes ».

## Distribution

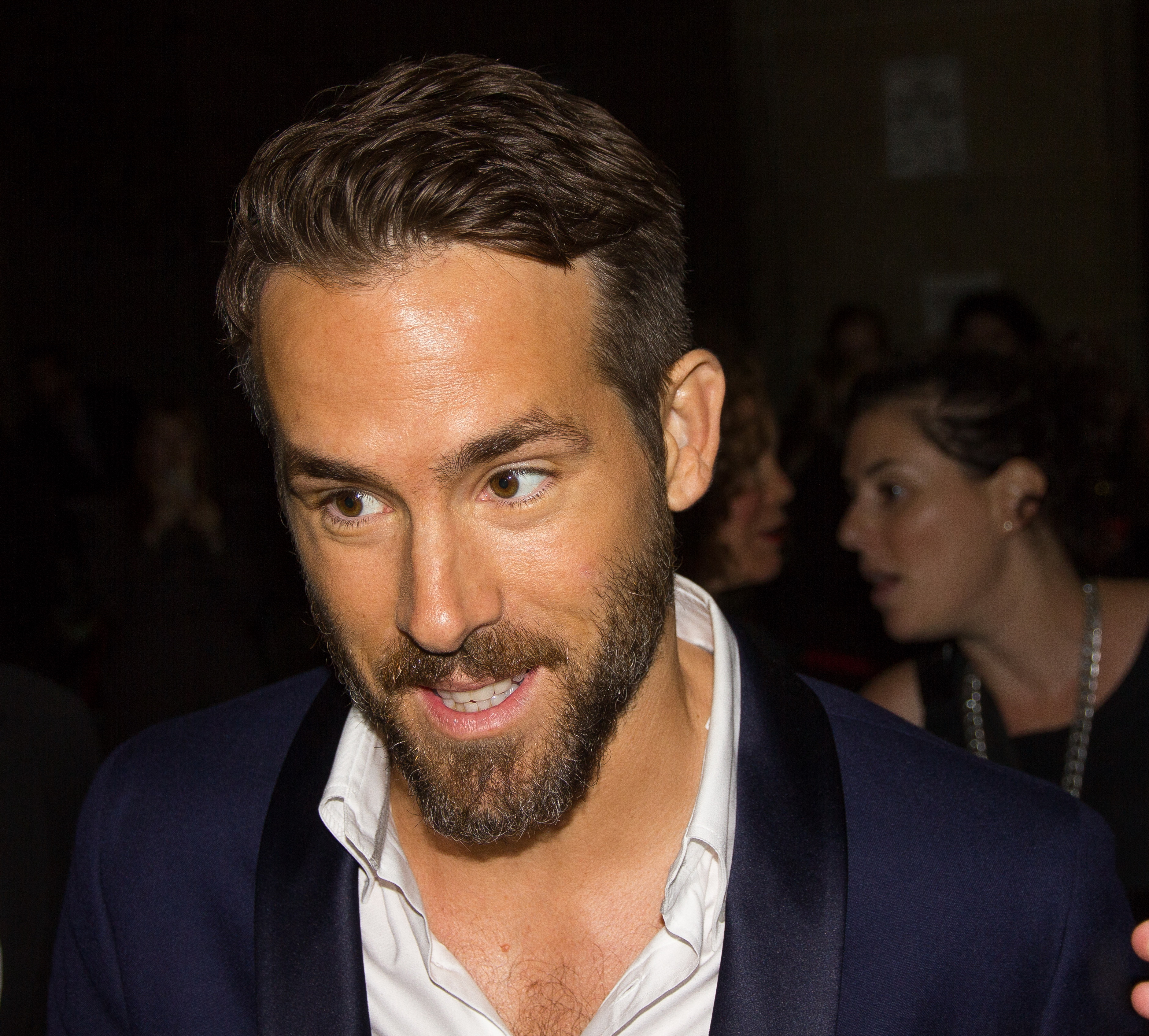
L'acteur principal Ryan Reynolds pour la première du film au Festival international du film de Toronto 2014.

- Ryan Reynolds (VF : Jonathan Cohen) : Jerry Hickfang / M. Moustache (Whiskers en VO), Bosco, Deer et Bunny Monkey (voix uniquement)
- Gemma Arterton (VF : Marlène Goulard) : Fiona
- Anna Kendrick (VF : Chloé Stefani) : Lisa
- Jacki Weaver (VF : Françoise Vallon) : Dr Warren
- Ella Smith (en)(VF : Sandra Codreanu) : Alison
- Stanley Townsend (en) (VF : Jean-Yves Chatelais) : le shérif Weinbacher
- Paul Chahidi (VF : Pierre Diot) : Dennis Kowalski
- Adi Shankar (VF : Martin Amic) : Trendy John
- Sam Spruell (VF : Franck Gourlat) : Dave
- Valerie Koch : la mère de Jerry
- Paul Brightwell : Mack, le beau-père de Jerry
- Alessa Kordeck : Sheryl
- Michael Pink : Jesus
- Ricardia Bramley (VF : Claire Beaudoin) : Sheila Hammer
- Alex Tondowski : Tom
- Stephanie Vogt : Tina
- Gulliver McGrath (en) : Jerry à 12 ans
- Aaron Kissiov : Jerry à 6 ans

Sources et légende : version française (VF) sur AlloDoublage et le site d’AlterEgo (la société de doublage)

## Production

### Attribution des rôles
En octobre 2012, Ryan Reynolds est en pourparlers pour tenir le rôle principal du film de Marjane Satrapi. Un mois plus tard, il obtient le rôle.

### Tournage
Le tournage a débuté en avril 2013 à Berlin, en Allemagne.

## Accueil

### Distinctions

#### Nominations et sélections
- Festival du film de Sundance 2014 : sélection « Premieres »
- L'Étrange Festival : Prix Nouveau Genre et Prix du public[10]
- Festival international du film fantastique de Gérardmer 2015 : Prix du public et prix du Jury
- Sélectionné pour la catégorie Fiction de la 5e édition du Ramdam Festival, le festival du film qui dérange

#### Festival
- Ramdam Festival 2015 : sélection officielle pour la catégorie Fiction et prix du film le plus dérangeant de la catégorie fiction remis par les organisateurs du festival à la suite de l'annulation du festival pour cause de menaces terroristes.

### Box-office
| Pays ou région | Box-office      | Date d'arrêt du box-office | Nombre de semaines |
| -------------- | --------------- | -------------------------- | ------------------ |
| États-Unis     | 5 000 $         | 6 février 2015             | 1                  |
| France         | 332 644 entrées | 20 mai 2015                | 10                 |
| Mondial        | 2 235 204 $     |                            |                    |

The Voices connaît une sortie limitée en salles aux États-Unis, où il est distribué dans 12 salles, en ayant engrangé 5 000 $. En France, le long-métrage cumule 331 559 entrées en huit semaines. Les recettes mondiales atteignent 2 235 204 $.